# Chiesa confessante

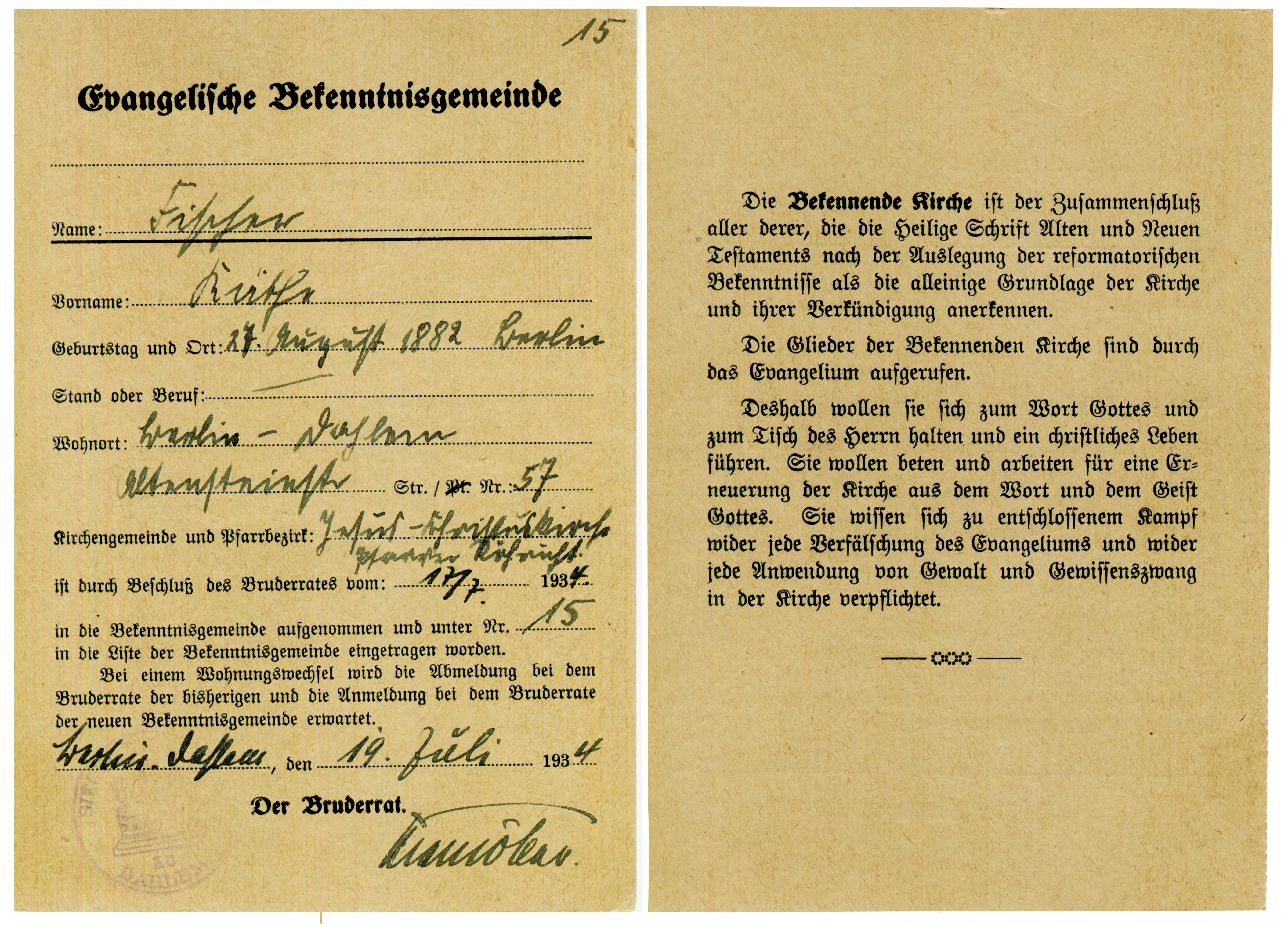
Tessera della Chiesa confessante, Berlino-Dahlem 1934 (firma: Niemöller)

La Chiesa confessante (in tedesco  Bekennende Kirche BK) fu un movimento di opposizione sorto nell'ambito della Chiesa evangelica tedesca contro il tentativo del regime nazista tedesco di allineare l'insegnamento e l'organizzazione della Chiesa evangelica al nazionalsocialismo. Obiettivo, quest'ultimo, perseguito fin dal 1934 dal movimento dei Deutsche Christen (Cristiani Tedeschi) con il sostegno di comitati ecclesiastici e talora direttamente di commissari nominati dal regime che rimossero i legittimi rappresentanti della Chiesa. La Chiesa confessante reagì sia a livello dottrinale sia organizzativo e formativo per giungere anche a forme di vera e propria lotta politica.
Fin dalla sua fondazione nel maggio 1934 la Chiesa confessante si presentò come l'unica Chiesa legittima e, sulla base di un diritto ecclesiastico d'emergenza, costituì proprie strutture direttive e amministrative. I suoi pastori rimasero tuttavia in molti Länder membri ufficiali della Chiesa evangelica tedesca.
Se è dunque vero che la Chiesa confessante assumeva fin dalle sue origini una chiara posizione politica di opposizione al regime, diversi suoi membri, pastori e no, rimasero fedeli al Reich tedesco, giungendo perfino ad approvare, in alcuni casi, la politica bellicista ed espansionista hitleriana.

## Le origini
Le ragioni della formazione di un'opposizione interna alla Chiesa contro i tentativi di allineamento era da ricondurre in primis appunto alla politica ecclesiastica del regime nazista, il quale perseguiva, anche in questo ambito, le pretese totalitarie su cui si fondava la sua ideologia. Il partito nazista seguì, fin dalla sua nascita, una doppia strategia: da un lato il suo programma dichiarava essere il "cristianesimo positivo" la religione del popolo tedesco, dall'altra predicava tuttavia il razzismo e il nazionalismo, mirando - a lungo termine - all'eliminazione del cristianesimo e alla sua sostituzione con una forma di neopaganesimo.
La Chiesa confessante fu costituita dopo che, raggiunto il potere nell'inverno del 1933, i nazisti incominciarono a esercitare un influsso diretto sull'organizzazione della Chiesa, che si esplicò in tre differenti linee:
- sostegno del cancelliere Adolf Hitler ai Deutsche Christen in occasione delle elezioni ecclesiastiche del giugno 1933 in modo da sfruttare una maggioranza di tale gruppo per favorire l'allineamento al regime;
- dopo che i Deutsche Christen fallirono nel mettere sotto controllo la Chiesa evangelica, ormai segnata da grosse divisioni, i nazisti costituirono dei comitati ecclesiastici statali (1935–1937);
- dal 1937 repressione diretta: divieto di educare i giovani, incarcerazione dei dirigenti, chiamata in servizio militare dei pastori, limitazioni al pagamento degli stipendi agli aderenti alla Chiesa confessante, divieto di pubblicazione, ecc.

La Chiesa confessante reagì a tale politica:
- precisando la propria dottrina e ponendo dei chiari limiti nei confronti di tutte le ideologie potitiche e le pretese di totalitarismo, indirizzo che si concretizzò nella dichiarazione teologica di Barmen (Barmer Theologische Erklärung) del maggio 1934;
- con la costituzione di una propria organizzazione che rifiutò ogni collaborazione con gli organi di controllo del regime (secondo sinodo di Dahlem, ottobre 1934);
- con proteste e atti di opposizione degli organi e dei dirigenti della Chiesa confessante verso la politica nazista, anche quella non strettamente ecclesiastica.

## La Dichiarazione di Barmen
Già nel settembre 1933, come reazione all'introduzione del paragrafo sull'arianità con il quale gli ebrei battezzati venivano dichiarati non ariani e si decretava che fossero espulsi dalla Chiesa Evangelica, alcuni parroci berlinesi fra i quali Martin Niemöller e Dietrich Bonhoeffer costituirono d'urgenza un'associazione, la quale da un lato dichiarò che il suddetto paragrafo era incompatibile con la fede cristiana, dall'altro organizzò l'assistenza alle persone colpite dalle misure razziali.
Tale gruppo costituì con la Jungreformatorische Bewegung (Movimento neoriformatore) uno dei precursori della Chiesa confessante, la quale fu ufficialmente costituita con il sinodo del 29/31 maggio 1934 a Wuppertal-Barmen. Fu in tale occasione che venne formulata la Dichiarazione teologica di Barmen (Barmer Theologische Erklärung) che avrebbe costituito il fondamento teologico della Chiesa confessante.
1. Gesù Cristo, così come ci viene testimoniato nella Sacra Scrittura, è la sola Parola di Dio che noi dobbiamo ascoltare, cui dobbiamo affidarci in vita e in morte e cui dobbiamo obbedire.
- Noi respingiamo la falsa dottrina per cui la chiesa potrebbe e dovrebbe riconoscere come rivelazione divina e fonte della sua predicazione, oltre ed accanto a questa sola Parola di Dio, anche altri avvenimenti, potenze, figure e verità.

2. Come Gesù Cristo è la Promessa di Dio di perdonarci tutti i nostri peccati, così e con la stessa serietà Egli è anche la vigorosa Pretesa di Dio su tutta la nostra vita; per Suo tramite otteniamo la felice liberazione dai vincoli di questo mondo ed il libero, grato servizio verso le sue creature.
- Noi respingiamo la falsa dottrina per cui ci sarebbero sfere della nostra vita in cui noi avremmo padroni diversi da Gesù Cristo, sfere nelle quali noi non avremmo bisogno della giustificazione e della grazia per Suo tramite.

3. La chiesa cristiana è la comunità fraterna nella quale Gesù Cristo nella Parola e nei sacramenti agisce al presente come Signore tramite lo Spirito Santo. In quanto chiesa dei peccatori graziati, con la sua fede e con la sua obbedienza, con la sua novella e con il suo ordinamento, deve testimoniare in mezzo al mondo del peccato che essa è solo Sua proprietà, che essa vive e potrebbe vivere soltanto della Sua compassione e del Suo comando in attesa della Sua venuta.
- Noi respingiamo la falsa dottrina per cui la chiesa dovrebbe affidare la forma della sua novella e del suo ordinamento al proprio piacimento o al mutamento delle convinzioni ideologiche e politiche via via dominanti.

4. I diversi incarichi nella chiesa non costituiscono affatto la base di un comando degli uni sugli altri, ma dell'esecuzione del servizio affidato e comandato a tutta la comunità.
- Noi respingiamo la falsa dottrina per cui la chiesa potrebbe e dovrebbe darsi o farsi dare dei capi di tipo particolare, investiti di poteri di comando che esulano dal servizio stesso della chiesa.

5. La Scrittura ci dice che lo stato in base all'ordinamento divino ha, nel mondo non ancora redento in cui anche la chiesa vive, il compito di pensare al diritto ed alla pace a misura della perspicacia umana e delle umane facoltà, minacciando ed usando la forza. La chiesa, con gratitudine e rispetto verso Dio, riconosce il beneficio di questo suo ordinamento. Essa ricorda il regno di Dio, il comandamento di Dio, la giustizia e quindi la responsabilità di chi governa e di chi è governato. Essa confida e obbedisce alla forza della Parola per mezzo della quale Dio regge tutte le cose. 
- Noi respingiamo la falsa dottrina per cui lo stato dovrebbe e potrebbe diventare, oltre il suo compito specifico, l'unico e totale ordinamento della vita umana e quindi assolvere anche alla missione della chiesa. Noi respingiamo la falsa dottrina per cui la chiesa potrebbe e dovrebbe, al di là del suo compito specifico, appropriarsi di caratteristiche statali, di compiti statali, di dignità statale e diventare in tal modo un organo dello stato.

6. Il compito della chiesa, che è la base della sua libertà, consiste nel rivolgere a tutto il popolo in luogo di Cristo e dunque a servizio della Sua Parola e della Sua opera, per mezzo della predicazione e dei sacramenti, la novella della libera grazia di Dio.

- Noi respingiamo la falsa dottrina per cui la chiesa, con autonoma decisione umana, potrebbe porre l'opera e la Parola del Signore a servizio di qualche desiderio, obiettivo o piano scelto in proprio.[1]»

La dichiarazione ribadiva la centralità di Cristo quale fondamento della fede della Chiesa e respingeva quindi criteri e istanze estranee ai principi cristiani e dunque pure le pretese totalitarie del regime nazista nonché il tentativo di appropriarsi del messaggio evangelico per scopi politici. Dopo il sinodo andarono costituendosi molte comunità legate alla Chiesa confessante che rifiutarono di sottomettersi alle gerarchie ufficiali della Chiesa. Questa resistenza non fu inizialmente tanto motivata politicamente, quanto piuttosto fondata sulla volontà di opporsi all'interno della Chiesa ai Deutsche Christen.

## Cinematografia dell'Olocausto
- La croce e la svastica, regia di Giorgio Treves. Autori: Luca Scivoletto e Giorgio Treves, durata 104 min. - Italia, Francia - 2022[2].